# Benjamin Straight
Benjamin Martin Straight (Filadelfia, 23 aprile 1999) è un giocatore di football americano austriaco, che gioca come nickelback per i Vienna Vikings.
Nato negli  Stati Uniti d'America ma cresciuto in Austria, ha giocato inizialmente nei Vienna Knights, per poi passare ai Vienna Vikings. Ha seguito i Vikings nel passaggio alla lega semiprofessionistica ELF.